# شهرستان نمتسکی ملی
شهرستان نمتسکی ملی (به لاتین: Nemetsky National District) یک شهرستان در روسیه است که در سرزمین آلتای واقع شده‌است.